# Magdalena Sibil·la de Prússia
Magdalena Sibil·la de Prússia (en alemany Magdalena Sibylle von Preußen) va néixer a Königsberg, actualment a l'enclavament rus de Kaliningrad, el 31 de desembre de 1586 i va morir a Dresden el 12 de febrer de 1659. Era una noble prussiana, la cinquena filla del duc Albert Frederic de Prússia (1553-1618) i de Maria Elionor de Jülich-Kleve-Berg (1550-1608).
La princesa es va criar amb les seves germanes al castell de Königsberg. Durant la Guerra dels Trenta Anys va procurar mediar entre l'emperador Ferran II i el rei Gustau II Adolf de Suècia. Magdalena Sibil·la va promoure la pintura i la poesia.

## Matrimoni i fills
El 19 de juliol de 1607 es va casar amb l'elector Joan Jordi I de Saxònia (1585-1656), fill del també elector Cristià I (1560-1591) i de Sofia de Brandenburg (1568-1622). Aquest segon matrimoni va tenir deu fills:
- Un fill nascut mort el 1608.
- Sofia Elionor (1609-1671), casada amb Jordi II de Hessen-Darmstadt (1605-1661).
- Maria Elisabet (1610-1684), casada amb Frederic III de Schleswig-Holstein-Gottorp (1597-1659).
- Cristià, nascut i mort el 1612.
- Joan Jordi II (1613-1680), casat amb Magdalena Sibil·la de Brandenburg-Bayreuth (1612-1687).
- August (1614-1680), casat primer amb Anna Maria de Mecklenburg-Schwerin (1627-1667), i després amb Joana Walpurgis de Leiningen-Westerburg.
- Cristià I (1615-1691), casat amb Cristiana de Schleswig-Holstein-Sonderburg-Glücksburg (1634-1701).
- Magdalena Sibil·la (1617-1668), casada primer amb Cristià de Dinamarca (1603-1647), i després amb Frederic Guillem II de Saxònia Altenburg (1603-1669).
- Maurici (1619-1681), casat primer amb la princesa Sofia Hedwig de Holstein-Glucksburg (1630-1652), després amb la princesa Maria Dorotea de Saxònia-Weimar (1641-1675), finalment amb la princesa Sofia Elisabet de Schleswig-Holstein-Sonderburg-Wiesenburg (1653-1684).
- Enric, nascut i mort el 1622.